# クライスラー・VZ-6
Chrysler VZ-6
- 用途：VTOLフライングジープ
- 設計者：クライスラー
- 製造者：クライスラー
- 運用者：アメリカ陸軍
- 初飛行：1959年
- 生産数：2機
- 退役：1960年
- 運用状況：キャンセル

クライスラー・VZ-6（英語: Chrysler VZ-6）は、アメリカのクライスラーが設計および製造したVTOLダクテッドファンテスト車両。アメリカ陸軍向けのフライングジープである。

## 概要
1956年、アメリカ陸軍は、危険、困難な地形の上空を飛行する能力を兼ね備えた軽航空機の提案を求め、1957年初頭にプロトタイプ開発の契約がクライスラー、カーチス・ライト、パイアセッキ・エアクラフトの3社に与えられた。

## 設計と開発
1958年、VZ-6が発注され2機が製造された。長方形で前後に2個所それぞれ3枚羽根のプロペラがはめ込まれた車両、500馬力のライカミングエンジンが中央に配置され、ダクテッドファンプロペラで駆動していた。ホバークラフトと同様に、車両下端の周りにゴム製のスカートが取り付けられていた。

## 運用履歴
1959年、VZ-6は係留飛行試験を開始したが、重量オーバーと出力不足、さらに横安定性の深刻な問題が判明。係留なしの飛行を試みたところ、1度目の試験で1機が完全にひっくり返ってしまった。パイロットは大きな怪我なく脱出したが、機体は損傷がひどく修理を放棄された。1960年、2機のVZ-6は廃棄。

## 仕様

### 一般的な特徴[2]
- 乗組員:1
- 長さ:21フィート6インチ(6.55 m)
- 高さ:5フィート2インチ(1.57 m)[3]
- 総重量: 2,400ポンド(1,089 kg)[3]
- 発電所: 1 ×ライカミング、500馬力(370キロワット)
- メインローター直径:2 × 8フィート6インチ(2.59 m)

### 同時代同等の構成の航空機
- カーチス・ライト VZ-7
- パイアセッキ VZ-8 エアジープ
- アブロ カナダ VZ-9 アブロカー（英語版）

### ノート
1. ↑  Andrade, John (1979). U.S.Military Aircraft Designations and Serials since 1909. Midland Counties Publications. p. 176. ISBN 0-904597-22-9
2. 1 2 3 4 5 6  “American airplanes - Ca - Ci”.   www.aerofiles.com (2008年8月15日). 2023年1月6日閲覧。
3. 1 2  Harding, Stephen (1990). U.S Army Aircraft Since 1947. Shrewsbury, UK: Airlife Publishing. p. 90. ISBN 1-85310-102-8